# غور عسال (الكرك)
غور عسال منطقة سكنية تقع في لواء الأغوار الجنوبية، محافظة الكرك في الأردن. تنتمي المنطقة لقضاء غور المزرعة الذي يضم 6 مناطق. يقدر عدد سكانها بـ 578 نسمة حسب إحصاء 2015.

## الوصلات الخارجية
- دائرة الاحصاءات العامة